# 조조 레예스
조셉 앨버트 "조조" 레이예스(Joseph Albert "Jo-Jo" Reyes, 1984년 11월 20일 ~ )는 현재 멕시코 멕시칸 리그 티후아나 불스의 투수이다.

## 한국 프로야구시절
2013년 8승 13패 4.84의 평균자책점의 성적을 내며 시즌을 마감했다. 좋지 않은 성적을 냈음에도 불구하고 2014시즌 재계약에 성공한 것은 그의 구위가 매우 좋기 때문이라고 한다. 하지만 SK가 말한 반대로 구위에 미치지 못하고 13경기에 등판해 2승 7패, 평균자책점 6.55으로 부진했으며 방출 직전 등판인 6월 18일 박석민의 머리를 맞추는 빈볼을 던지고 사구 퇴장을 당하게 되었는데 자신이 대량실점을 하고도 교체해주지 않은 코칭스태프에 대한 보복이었는지 사과도 안해 스포츠정신에 어긋나는 행동을 보여 구설수에 올랐다. 그런 그를 지켜본 이만수 감독은 다음날 2군으로 강등시켰고 결국 6월 23일 퇴출된다. 그를 대신해서 트래비스 밴와트가 영입되었다. 퇴출된 이후에도 SK 와이번스 로고에 총질을 한 사진을 보여주어 팬들을 충격으로 몰아넣었다.